# NGC 6567
NGC 6567 is een planetaire nevel in het sterrenbeeld Boogschutter. Het hemelobject werd op 18 augustus 1882 ontdekt door de Amerikaanse astronoom Edward Charles Pickering.

## Synoniemen
- PK 11-0.2
- ESO 590-PN8